# Asplenium veneticolor
Asplenium veneticolor är en svartbräkenväxtart som beskrevs av L.Regalado, C.Sánchez. Asplenium veneticolor ingår i släktet Asplenium och familjen Aspleniaceae. Inga underarter finns listade.